# Гайлс (округ Форест, Вісконсин)
Гайлс (англ. Hiles) — місто (англ. town) в США, в окрузі Форест штату Вісконсин. Населення — 359 осіб (2020).

## Демографія
Згідно з переписом 2010 року, у місті мешкало 311 осіб у 157 домогосподарствах у складі 99 родин. Було 774 помешкання
Расовий склад населення:
| - 96,5 % — білих - 1,0 % — корінних американців - 0,3 % — вихідців з тихоокеанських островів |

До двох чи більше рас належало 2,3 %. Частка іспаномовних становила 1,3 % від усіх жителів.
За віковим діапазоном населення розподілялося таким чином: 13,5 % — особи молодші 18 років, 47,6 % — особи у віці 18—64 років, 38,9 % — особи у віці 65 років та старші. Медіана віку мешканця становила 59,9 року. На 100 осіб жіночої статі у місті припадало 111,6 чоловіків;  на 100 жінок у віці від 18 років та старших — 110,2 чоловіків також старших 18 років.
Середній дохід на одне домашнє господарство  становив 64 415 доларів США (медіана — 44 063), а середній дохід на одну сім'ю — 77 122 долари (медіана — 56 667). Медіана доходів становила 48 750 доларів для чоловіків та 36 250 доларів для жінок. За межею бідності перебувало 6,1 % осіб, у тому числі 6,5 % дітей у віці до 18 років та 6,0 % осіб у віці 65 років та старших.
Цивільне працевлаштоване населення становило 92 особи. Основні галузі зайнятості: роздрібна торгівля — 17,4 %, освіта, охорона здоров'я та соціальна допомога — 17,4 %, будівництво — 17,4 %.